# Argentina ai XXIII Giochi olimpici invernali
L'Argentina ha partecipato ai XXIII Giochi olimpici invernali, che si sono svolti dal 9 al 28 febbraio 2018 a Pyeongchang in Corea del Sud, con una delegazione composta da 7 atleti. Portabandiera della squadra nel corso della cerimonia di apertura sarà lo sciatore Sebastiano Gastaldi.

## Sci alpino
L'Argentina ha schierato nello sci alpino due atleti, un uomo ed una donna. Nicol Gastaldi parteciperà agli eventi femminili mentre Sebastiano Gastaldi a quelli maschili.

### Uomini
| Gara           | Atleta              | Tempo     | Tempo     | Tempo  | Posizione |
| Gara           | Atleta              | 1ª manche | 2ª manche | Totale | Posizione |
| -------------- | ------------------- | --------- | --------- | ------ | --------- |
| Slalom gigante | Sebastiano Gastaldi | DNF       | DNF       | DNF    | DNF       |

### Donne
| Gara            | Atleta         | Tempo     | Tempo     | Tempo   | Posizione |
| Gara            | Atleta         | 1ª manche | 2ª manche | Totale  | Posizione |
| --------------- | -------------- | --------- | --------- | ------- | --------- |
| Slalom speciale | Nicol Gastaldi | DNF       | DNF       | DNF     | DNF       |
| Slalom gigante  | Nicol Gastaldi | 1'18"06   | 1'15"38   | 2'33"44 | 42ª       |

## Sci di fondo
L'Argentina ha schierato nello sci di fondo, un uomo ed una donna. Maria Cecilia Dominguez ha partecipato agli eventi femminili mentre Matias Zuloaga a quelli maschili.

### Uomini
| Evento               | Atleta         | Tempo   | Tempo   | Tempo   | Distacco | Distacco | Distacco | Posizione | Posizione |
| -------------------- | -------------- | ------- | ------- | ------- | -------- | -------- | -------- | --------- | --------- |
| 15 km tecnica libera | Matías Zuloaga | 42'27"5 | 42'27"5 | 42'27"5 | +8'43"6  | +8'43"6  | +8'43"6  | 100º      | 100º      |

### Donne
| Evento               | Atleta                  | Tempo   | Tempo   | Tempo   | Distacco | Distacco | Distacco | Posizione | Posizione |
| -------------------- | ----------------------- | ------- | ------- | ------- | -------- | -------- | -------- | --------- | --------- |
| 10 km tecnica libera | María Cecilia Domínguez | 34'16"1 | 34'16"1 | 34'16"1 | +9'15"6  | +9'15"6  | +9'15"6  | 87ª       | 87ª       |

## Slittino
L'Argentina non aveva qualificato atleti nello slittino secondo i criteri stabiliti dalla FIL, ma ha successivamente ottenuto un posto nel singolo femminile resosi vacante dopo la rinuncia da parte della squadra degli Atleti Olimpici dalla Russia per una quota.
| Gara              | Atleta                 | 1ª manche | 1ª manche | 2ª manche | 2ª manche | 3ª manche | 3ª manche | 4ª manche       | 4ª manche       | Totale   | Totale |
| Gara              | Atleta                 | Tempo     | Pos.      | Tempo     | Pos.      | Tempo     | Pos.      | Tempo           | Pos.            | Tempo    | Pos.   |
| ----------------- | ---------------------- | --------- | --------- | --------- | --------- | --------- | --------- | --------------- | --------------- | -------- | ------ |
| Singolo femminile | Verónica María Ravenna | 47"175    | 22ª       | 47"788    | 26ª       | 47"739    | 24ª       | non qualificata | non qualificata | 2'22"702 | 24ª    |

## Snowboard
L'Argentina ha qualificato nello snowboard un totale di due atleti, due uomini.

### Freestyle
| Gara                | Atleta         | Qualificazioni | Qualificazioni | Qualificazioni | Qualificazioni | Finale          | Finale          | Finale          | Finale          | Finale          |
| Gara                | Atleta         | Prova 1        | Prova 2        | Migliore       | Posizione      | Prova 1         | Prova 2         | Prova 3         | Migliore        | Posizione       |
| ------------------- | -------------- | -------------- | -------------- | -------------- | -------------- | --------------- | --------------- | --------------- | --------------- | --------------- |
| Big air maschile    | Matias Schmitt | 51,75          | 23,00          | 51,75          | 15º            | non qualificato | non qualificato | non qualificato | non qualificato | non qualificato |
| Slopestyle maschile | Matias Schmitt | 50,86          | 20,68          | 20,68          | 12º            | non qualificato | non qualificato | non qualificato | non qualificato | non qualificato |

### Cross
| Gara                     | Atleta          | Qualificazioni | Qualificazioni | Ottavo di finale | Quarto di finale | Semifinale      | Finale          |                 |
| Gara                     | Atleta          | Tempo          | Posizione      | Ottavo di finale | Quarto di finale | Semifinale      | Finale          |                 |
| ------------------------ | --------------- | -------------- | -------------- | ---------------- | ---------------- | --------------- | --------------- | --------------- |
| Snowboard cross maschile | Steven Williams | 1'15"35        | 29º Q          | 4º               | non qualificato  | non qualificato | non qualificato | non qualificato |